# Psectrogaster rutiloides
Psectrogaster rutiloides är en fiskart som först beskrevs av Kner, 1858.  Psectrogaster rutiloides ingår i släktet Psectrogaster och familjen Curimatidae. Inga underarter finns listade i Catalogue of Life.